# Kato Lefkara
Kato Lefkara (griechisch Κάτω Λεύκαρα) ist ein Bergort im Bezirk Larnaka in Zypern. Im Jahr 2021 hatte er 119 Einwohner. Ähnlich wie sein Nachbarort Pano Lefkara ist der Ort vor allem für die Herstellung von Lefkaritika, traditionellen kunstvollen Stickereien, bekannt.

## Geographie
Der Ort befindet sich in den südöstlichen Ausläufern des Troodos-Gebirges auf etwa 480 Meter Höhe. Direkter Nachbar ist das höher gelegene, nördliche und bekanntere Pano Lefkara. Gemeinden und Orte außer Pano Lefkara in der Umgebung sind Kato Drys, Vavla und Skarinou. Das Land in der Umgebung ist meist unkultiviert, es werden aber Weintrauben, Oliven, Mandelbäume und verschiedene Obstsorten angebaut.